# 貓犬協奏曲
《貓犬協奏曲》是日本CyberConnect2（原CyberConnect）所開發，並由日本廠商BANDAI（現今的南夢宮萬代）於1998年4月16日在SONY的PlayStation平台上所發行的一款全3D的動作角色扮演（ACT/ARPG）遊戲。由於是當年遊戲界中極少數使用獸人做為遊戲種族設定與角色設定的遊戲之一，故除了一般民眾外，於獸迷愛好者中也擁有很高的知名度。
美國地區較日本地區晚了一年多，於1999年的10月25日發行，發行並非由BANDAI負責，而是交由ATLUS發行，於日本和美國地區共計發行了約97000套上下。
由於該遊戲發行之後受到好評，其世界設定與遊戲中所登場的主要角色在十年之後被沿用到由此當時負責此遊戲的角色設計總監——結城信輝於2010年在任天堂DS上所推出的第二部同類型作品《蒼空騎士～飛向CODA～》。
實際上，由於該款遊戲當年在臺灣地區並沒有正規代理商負責引進和發售，因此本遊戲的名稱「貓犬協奏曲」只是臺灣地區遊戲商翻譯後予以修飾過的譯名，並非中文地區的真正名稱。而若將其原始字義進行翻譯，則叫做「尾巴協奏曲」。

## 遊戲系統概要

美國版本遊戲封面，代理商改為ATLUS

貓犬協奏曲是一款利用SONY的PlayStation遊戲平台作為硬體所開發的動作角色扮演遊戲，使用全3D立體的角色移動方式，逼近當年主機硬體可運算架構的極限。玩家在遊戲中使用第三人稱視點進行主角的操作，為一人獨自遊玩，不支援多人和網路連結。
玩家必須操作遊戲主角搭乘作品中出現的小型多用途機器人來進行劇情，在世界中追捕到處作亂的盜賊「黑貓團」為主要任務，玩家可以於世界各地的場景中進行移動，隨著劇情的推進可以移動的地區會逐漸增加，已經去過的部份地區可以重複進入再探索。（特定地點僅劇情中出現一次）
於重要劇情的對話時，除了既定的字幕系統外，會開啟全語音讓玩家聽到幾位重要主角的交談，於其他不重要之對話則以字幕直接帶過，而語音部份玩家亦可直接按鈕快速跳過。
另外，由於本作品於世界各地圖場景中均有加入探險和解謎的要素，故玩家於使用「左類比搖桿」進行主角的操作與移動時，也要看時機使用「右類比搖桿」來進行地形勘查以及寶物的搜索。尤其本作中有很多場景的地點位於空中或浮島上，稍有移動不慎即有可能摔落到雲海中造成主角生命值的減少。
而遊戲主角設有生命值（LIFE），會隨著故事進展而逐漸增加強度（生命值長度）。故本作中主角沒有遭受損傷後立即死亡的設定，但若生命值歸零則被判定遊戲結束（主角會倒在地上動彈不得），玩家可以接關或離開遊戲。而遊戲中的生命值若遭受損傷，則可以藉由特定道具（狗骨頭或原始肉）來進行回復，而主角的接關次數亦需使用特定道具（警用哨子）來增加。
本遊戲亦需使用PlayStation主機的配件「記憶卡」來進行遊戲過程的記錄存檔，所使用的記憶空間會佔去PlayStation專屬記憶卡中的一格。

## 附加要素
以下是本遊戲中，玩家可以操作主角在沒有進行任務或於世界地圖中任意移動時，能隨時回到主角沃夫魯的家中所進行的一些附加要素，為遊戲添增了許多樂趣。而這項模式後來也被使用於下一部作品「蒼空騎士～飛向CODA～」的遊戲系統中。
- 相簿收集系統：於遊戲世界中，有很多場景裡面都有放置特殊外型的箱子，玩家必須善用控制攝影機視點來找出。取得一個箱子會獲得一張大相片（遊戲原畫）的四分之一，集滿四張同主題的相片後即能在主角家桌上的相簿中進行相片欣賞。收集完整的相片可以放大到全螢幕，不完整部分則呈現缺角的情況且不可放大。這也是為何很多場景可以重複前往的原因。
- 背景音樂鑑賞系統：本要素為自動增加，隨著劇情的推進，玩家可以在主角的家中找到放置在一角的傳統留聲機，使用該道具即可進行遊戲中所有背景音樂和主題曲的鑑賞，可以重複播放。
- 過場遊戲動畫重播系統：一樣是自動增加要素，前提是必需要在劇情遊玩時看過一次過場動畫後才會出現在留聲機中。
- 機器人微調系統：在本作品中玩家可以移動到主角家旁邊的專用倉庫，對著機器人開啟遊戲選單後即可進行遊戲搖桿的按鍵微調或自行定義。但由於受限當時的儲存媒體容量，本作中不能對機器人進行任何修改和強化，故於下一部作品「蒼空騎士～飛向CODA～」中即加入了幫機器人進行零件強化的系統。

## 故事大意
在一個被稱之為「復甦大地」的空浮群島獸人國家「芙雷麗王國」（プレーリー王国／或稱草原王國）中，居住著犬人50000人，以及貓人2000人。
這個國家的繁榮，有很大的原因乃是靠著發掘古代文明所殘留下來的遺跡以及機械部品和水晶礦物。
而該國的蒸汽相關技術也十分發達，是許多交通工具與機械的動力來源。
在這個國家中的其中一個浮島城市裡，以一位王國警察犬獸人「沃夫魯」（ワッフル）為中心，與相遇的各種獸人們一同交織出一段珍貴的尾巴協奏曲。

## 登場的遊戲角色

沃夫魯（機器人上）與黑貓團的小貓們

### 犬人
- 沃夫魯・萊布雷多（ワッフル・ライブレッド）　日語配音：陶山章央

本遊戲的主角，犬獸人，芙雷麗王國的一名警察官。
在值勤了一段時間之後好不容易準備要開始休假，卻因為警察局長的一通電話而再次出動進行黑貓團的驅趕勤務。
對於必須在休假日期間出勤感到無奈和悲哀。
黑貓團的首領艾莉西亞是小時候的青梅竹馬，雖然目前警官的身分和她是敵對立場，但仍對其抱持著相當關心的態度。
興趣是與機械相關的組裝和維護，和祖父非常相似，性格上屬於隨和。
沒有私人衣物，執勤時都穿著警察制服，休假日時就直接在家中穿著睡衣或走出去街上逛。
小的時候曾經給過艾莉西亞一條項鍊作為禮物。（劇情中該條項鍊是啟動古代兵器鐵巨神的最後一顆封印水晶石）
劇情的最後從鐵巨神中救出艾莉西亞並與其一同返回自家中，和她化解了恩怨並重新成為好朋友。
以電腦控制的角色身分出現於2010年的「蒼空騎士～飛向CODA～」。
- 潘達君（パンタくん）　日語配音：TARAKO

與主角同樣是一名犬獸人警察，身材矮小，是主角沃夫魯職務上的學弟兼同事兼後勤支援。
說話時習慣在每一句話的句尾加上「斯～」這個尾音。
在性格上是傻瓜。
出場時身上經常背著警用無線電，於追捕黑貓團時經常先行潛入重要地點。
以電腦控制的角色身分出現於2010年的「蒼空騎士～飛向CODA～」。
- 警察局長（警察署長）　日語配音：清川元夢

主角沃夫魯的上司，對工作相當熱心，可以心平氣和的直接取消部下已經准許的休假。
對作亂的盜賊黑貓團感到非常頭痛。
負責在工作執勤中一併照顧被主角沃夫魯所傳送回來的黑貓團小貓獸人。
- 拉塞爾・萊布雷多（ラッセル・ライブレッド）　日語配音：秋元羊介

主角沃夫魯的祖父，古代文明研究者，個性豪放，喜歡喝酒，經常在酒後駕駛飛行船到處亂衝。
在劇情中對古代文明的終極兵器「鐵巨神」感到興趣，從而開始研究相關的文獻。
自認王國中沒有任何人比他更清楚相關資訊。
- 格雷・加藍多（グレイ・ガーラント）　無配音

王國騎士「西昂・加藍多」（シアン・ガーラント）的祖父。
一名古代歷史研究者，專攻古代生物研究。
經常和主角的祖父拉塞爾一言不合而吵架。
- 泰莉亞公主（テリア姫）　日語配音：坂本真綾

芙雷麗王國（草原王國）的犬獸人公主。
在劇情中被黑貓團抓到礦山裡面作為人質，被趕來的主角沃夫魯所救，從此對沃夫魯抱持好感。
是個典型的行動派，為了見沃夫魯刻意多次離開王都，讓護衛以及管家非常頭痛。
是艾莉西亞眼中的情敵，艾莉西亞在劇情中因為用望遠鏡看見她與沃夫魯的相見而吃醋。
一步都不退的面對黑貓團，被當成人質綁住都還能對艾莉西亞大聲斥責與抵抗。
性格上也是屬於強勢型，與艾莉西亞不相上下。
以電腦控制的角色身分出現於2010年的「蒼空騎士～飛向CODA～」。
- 爺爺（じい）　日語配音：清川元夢

泰莉亞公主的家庭教師兼宮廷中的萬能管家，年紀很大的犬獸人。
比任何人都還要擔心泰莉亞公主。
對於泰莉亞公主的行動派性格與國王一同感到無比頭痛。
經常與泰莉亞公主一同出城。
劇情中因為公主被黑貓團帶走而感到無比自責，在主角面前痛哭流涕過。
- 西昂・加藍多（シアン・ガーラント）　日語配音：置鮎龍太郎

芙雷麗王國的專屬騎士團長，自稱是主角沃夫魯的第一對手，非常崇拜泰莉亞公主。
駕駛著比沃夫魯警用機器人更強的宮廷用戰鬥騎士機器人（手上拿劍還有披風）。
曾經與黑貓團進行過多次戰鬥，但運氣很差，不是被小貓們打倒就是機器人卡在泥巴裡動彈不得。
於王都監牢中看管黑貓團的三女露雷亞時，被其設計脫逃，本人還被反關在牢中。
以電腦控制的角色身分出現於2010年的「蒼空騎士～飛向CODA～」。
- 哈恩德三世（ハウンド三世）　日語配音：秋元羊介

芙雷麗王國的犬獸人國王，現任的統治者，如照字面直接翻譯則稱為「獵犬三世」。
不會隨意發怒的溫和性格以及強大的領導能力獲得全國民眾的信任與愛慕。
對泰莉亞公主這個超級行動派感到苦惱。

### 貓人
於貓人盜賊組織「黑貓團」中的普莉絲三姊妹，只是一種乾姊妹的稱呼，實際上彼此之間沒有任何血緣關係。
- 艾麗西亞・普莉絲（アリシア・プリス）　日語配音：宮村優子

芙雷麗王國中的貓人盜賊組織「黑貓團」的團長，不輸給男人的個性使其同時身兼普莉絲三姊妹中的長女。
因為小時候的某些因素導致很痛恨犬獸人。
以建立黑貓團為起點，希望最終能成立一個貓的王國。
和遊戲主角犬人沃夫魯是小時候就在一起的青梅竹馬。
從小時候的沃夫魯拿到了一條水晶石項鍊作為友情的禮物，一直戴在身上，直到劇情最後才知道是啟動鐵巨神的鑰匙。
在遊戲中出現的大人外型是右眼帶著眼罩，但實際上右眼沒有任何問題。
喜歡主角沃夫魯，但因為好強的個性使然，不曾直接表態。
個性上強勢兼傲嬌。
對遲鈍的主角感到無可奈何時會直接大聲罵出「沃夫魯笨蛋！！！！」，在某一關的頭目對決中這句話還變成能造成主角損傷的武器。
劇情中最後被主角自鐵巨神中順利救出，與沃夫魯一同生活。
以電腦控制的角色身分出現於2010年的「蒼空騎士～飛向CODA～」。
- 詩提亞・普莉絲（ステア・プリス）　日語配音：樋口智恵子

普莉絲三姊妹中的次女，白皮膚貓獸人美女。
個性沉默，很少說話，是二次元設定中典型的無口女。
以為了辨別善惡的定義為理由而加入黑貓團，實際意義不明。
很不擅長進入男性獸人的房間，與主角沃夫魯對話時經常害羞到臉紅。
劇情的最後與另外兩姊妹一起住在主角的家中。
以電腦控制的角色身分出現於2010年的「蒼空騎士～飛向CODA～」。
- 露雷亞・普莉絲（フレア・プリス）　日語配音：西原久美子

黑貓團普利斯三姊妹中的三女，充滿精神的貓獸人，常常保持笑容是最大特徵。
個性上非常開朗活潑，某種程度上人氣大過團長艾莉西亞。
喜歡與黑貓團的小貓獸人們一同玩耍，一定程度上延長了黑貓團的活動時間。
劇情最後與大姊和二姐一同住在沃夫魯的家中。
以電腦控制的角色身分出現於2010年的「蒼空騎士～飛向CODA～」。
- 小貓們（小猫たち）　日語配音：無（但有音效）

在黑貓團中除了普莉絲三姊妹之外的其他成員，玩家的主要任務之一就是找尋這些小貓人。
於黑貓團中數量龐大，負責組織中各種雜務。
於作戰時負責搬運武器彈藥，以及各種戰鬥機器的相關操作。
某些場景中會躲起來（但都很明顯，有小貓人在的物品會晃動），玩家需善用攝影機視點和機器人的功能來找出。
作品中登場的小貓獸人全都是孤兒。
以電腦控制的角色身分出現於2010年的「蒼空騎士～飛向CODA～」。
- 弗爾（フール）　日語配音：中尾隆聖

男性貓獸人，負責販售武器與彈藥給黑貓團，是個心機很重的武器商人。
私底下一直在芙雷麗王國中找尋下落不明的五顆封印水晶石。
以能夠建立貓人王國為幌子，要求艾莉西亞驅使其下的黑貓團來搜尋各地的水晶石。
劇情的後半段水晶石湊齊之後露出真面目，意圖啟動鐵巨神後將其控制於下來掌控整個芙雷麗王國，但最後失敗落海。

### 其他
- 鐵巨神（鉄巨神）

遊戲中主角的最後一塊冒險地圖。
是該獸人世界中以前的兩個高科技文明發生戰爭時，其中的一方所開發的人型「終極兵器」。
戰爭結束後其中樞核心部分被分解成五塊形狀不同的水晶石封印於現今的芙雷麗王國，本體也被分解成數塊分散於王國中。
當五顆水晶石聚集成功時即可重新復活，擁有自主意識和自我行動能力，不受任何人控制。
破壞威力超強，於劇情中光使用揮劍所產生的能量波即能造成王都浮島的破壞和震動。
劇情的最後被主角沃夫魯從體內取回水晶石而再次陷入休眠狀態並沉入海底。
- 水晶石（結晶石）

封印於芙雷麗王國中的五塊水晶，是古代超兵器鐵巨神復活的關鍵，也是遊戲劇情中的重要道具。
五顆水晶石的形狀與顏色都不相同，封印的場所也不同。
劇情中主角沃夫魯會從黑貓團的手中取得各種水晶石，隨著劇情推進，一共會取得紅色、綠色、紫色、黃色的水晶石。
第五顆藍色水晶石就是主角小時候送給艾莉西亞當作禮物的項鍊。
於劇情後段，艾莉西亞為了能建立一個貓人王國，而將原先主角保存的水晶石全部取走並拿給武器商人胡爾，導致鐵巨神的復活。
劇情的最後被沃夫魯從鐵巨神的核心中奪回，原本屬於艾莉西亞的第五顆重新回到她身上。

## 相關製作群
- 角色設定：結城信輝
- 單張動畫繪製與演出：石踊宏
- 動畫製作：Astro Vision
- 遊戲製作：BANDAI
- 系統開發：CyberConnect

## 遊戲音樂
主題曲
- 「For LITTLE TAIL」（給小小的尾巴）[7]
  - 歌・作詞：KOKIA
  - 作詞・編曲：周防義和

該主題曲是日本女歌手，小提琴家吉田恭子的妹妹，吉田亞紀子的作品，也是她在1998年正式出道之前為該款遊戲所製作的一首原創歌曲。
除了作為遊戲的主題曲外，該曲也使用於該遊戲當年的電視廣告當中。
而於KOKIA正式出道之後，本曲並沒有被收入當時KOKIA所發行的任何一片專輯裡，因此在電視廣告結束之後，成為只能在本款遊戲中才能聽到的「KOKIA夢幻作品」。
到本款遊戲發售將近十年後，因另一款線上RPG「Dragon Nest」（龍之谷）的推出，才將本首曲目的完整版收入於2010年的綜合專輯『Road to Glory〜long journey〜』（通往榮耀～漫長的旅程）中。
於該專輯中同時一併收入另外一個版本的同名曲目「For little tail ～once～」（再一次～給小小的尾巴），以CD模式對外發售。

## 相關補充
- 原先該款遊戲開發當時最初的標題已經定為「Little Tail」（小尾巴），之後因為實際上發售的名稱需要而修改為「Tail Concerto」。
- 主題曲「For LITTLE TAIL」歌詞中的其中一個關鍵詞「ザビアツタ」（Zabiatsuta）是作者KOKIA自行創作出來的一個虛構名詞，其意思是「超越時空」。
- 本遊戲發售當時在日本地區亦有作者「正木らか」於月刊少年ACE上刊登同類型的漫畫作品。
- 知名的日本動畫製作公司馬多浩斯（MADHOUSE，株式会社マッドハウス），其代表社長之一的丸山正雄，對本作品非常喜愛，曾經在自家公司中提出將其「電視動畫化」的相關企劃案，但最後不了了之。

## 註解
1. ↑  Tail Concerto （页面存档备份，存于）WikiFur
2. ↑  テイルコンチェルト (ているこんちぇると)とは （页面存档备份，存于） 【ピクシブ百科事典】
3. ↑  「「テイルコンチェルト」から「Solatorobo」へ サイバーコネクトツーの構想10年、制作3年の新作誕生秘話 （页面存档备份，存于）」GAME Watch、2010年9月1日。
4. ↑  Tail Concerto （页面存档备份，存于）位於Wikia上的.hack//Wiki
5. ↑  テイルコンチェルトとは （页面存档备份，存于） ニコニコ大百科
6. ↑  Tail Concerto （页面存档备份，存于）EX: The Online World of Anime & Manga
7. ↑  「KOKIA×DN KOKIAスペシャルインタビュー （页面存档备份，存于）」BANDAI GAMES 2010年9月4日。

## 外部連結
- 貓犬協奏曲作品資料 （页面存档备份，存于）（巴哈姆特電玩資訊站）
- 日本CYBER CONNENT2（页面存档备份，存于）（官方網站）